# Юлдашев, Гадойбой
Гадойбой Юлдашев (1915 год — 1967 год) — советский колхозник, звеньевой колхоза имени Сталина Ленинабадского района Ленинабадской области, Таджикская ССР. Герой Социалистического Труда (1948).
С 1930-х годов трудился рядовым колхозником, звеньевым хлопководческого звена в колхозе имени Сталина (позднее — «Коммунизм», «40 лет Октября») Ленинабадского района. В 1947 году звено под руководством Рахматбоя Султанова получило высокий урожай египетского хлопка. Указом Президиума Верховного Совета СССР от 1 марта 1948 года удостоен звания Героя Социалистического Труда за «получение высокого урожая хлопка при выполнении колхозом обязательных поставок и натуроплаты за работу МТС в 1947 году и обеспеченности семенами зерновых культур для весеннего сева 1948 года» с вручением ордена Ленина и золотой медали «Серп и Молот».
Этим же Указом были удостоены звания Героя Социалистического Труда звеньевые колхоза Джурабай Атаев, Муллорозик Бободжанов, Рахматбой Султанов, бригадир Хосият Миралимова и председатель колхоза Пулат Бобокалонов.
Скончался в 1967 году.